# Adobe Fireworks
Fireworks (скорочено як Fw) — растровий і векторний редактор для вебдизайнерів і розробників, що дозволяє швидко створювати, редагувати і оптимізувати зображення для вебсайтів.
Adobe Fireworks дозволяє робити професійну графіку з якісною оптимізацією для публікації у всесвітній мережі Інтернет, а також публікації на екрани практично будь-яких приладів — від смартфонів до інтерактивних терміналів і вбудованих дисплеїв. 
Спочатку він був розроблений, використовуючи частини xRes, від Macromedia, яку Adobe придбала в 2005 році, і спрямованих на вебдизайнерів (з такими функціями, як: скибочки, можливість додавання гарячих точок тощо) для швидкого створення прототипів вебсайтів і інтерфейсів вебзастосунків. Він призначений для інтеграції з іншими колишніми продуктами Macromedia, такими як Dreamweaver і Flash. Він доступний як окремий продукт або в комплекті з Adobe Creative Suite. Попередні версії були в комплекті з Macromedia Studio.

## Історія версій
- 1998: Macromedia Fireworks
- 1999: Macromedia Fireworks 2
- 2000: Macromedia Fireworks 3
- 2001: Macromedia Fireworks 4
- 2002: Macromedia Fireworks 6 a.k.a Macromedia Fireworks MX
- 2004: Macromedia Fireworks 7 a.k.a. Macromedia Fireworks MX 2004
- 2005: Macromedia Fireworks 8
- 2007: Adobe Fireworks 9 a.k.a Adobe Fireworks CS3
- 2008: Adobe Fireworks 10.0 a.k.a Adobe Fireworks CS4
- 2010 Adobe Fireworks CS5
- 2011 Adobe Fireworks CS5.1
- 2012 Adobe Fireworks CS6